# Monti Wohlthat
I monti Wohlthat sono una vasto gruppo montuoso dell'Antartide facente parte del più grande insieme montuoso chiamato Fimbulheimen e formato a sua volta da diverse dorsali e sottocatene, quali i monti Humboldt, le dorsali Petermann e i monti Gruber. Situata nella Terra della Regina Maud e in particolare in corrispondenza della costa della Principessa Astrid, la formazione si trova subito a oriente dei monti Orvin anch'esse facenti parte del Fimbulheimen.

## Storia
I monti Wohlthat sono stati scoperti e fotografati durante la spedizione Nuova Svevia, 1938-39, comandata dal capitano tedesco Alfred Ritscher, e così battezzati in onore del ministro Helmuth C. H. Wohlthat, che si occupò della parte economica nell'organizzazione della spedizione. L'area è stata poi oggetto di una nuova esplorazione da parte della quinta spedione antartica indiana, novembre 1985 - marzo 1986, che vi stabilì un campo estivo temporaneo per tre mesi.